# Valviadero
Valviadero fue, hasta el siglo XIX, una localidad española de la provincia de Valladolid. Se situaba en la margen izquierda del río Eresma, en el centro del triángulo que forman las localidades de Olmedo, Pedrajas de San Esteban y Alcazarén. Es lugar de paso del Camino de Santiago de Madrid.

## Historia
Uno de los últimos documentos sobre la localidad aparece en el Diccionario geográfico-estadístico-histórico de España y sus posesiones de Ultramar de Pascual Madoz. En dicho diccionario, Valviadero aparece referida de la siguiente forma:

Valviadero: vecindad con ayuntamiento en la provincia, audiencia territorial y Capitanía General de Valladolid (a 7 leguas), partido judicial de Olmedo, diócesis de Ávila.

Situación: en llano a la margen izquierda del río Eresma, buena ventilación y clima sano; las enfermedades más comunes son las intermitentes tiene 20 casas y una iglesia parroquial (La Visitación de Nuestra Señora). Fuera de la población, contigua a las casas, hay una fuente de buen agua y en las inmediaciones del río otra.

Confína el término con los de Pedrajas, Ordoño, Olmedo, Hornillos y Alcazarén.

Terreno: bañado por el Eresma, es de buena calidad; comprende dos buenos pinares, dos dehesas y un prado.

Caminos: los locales, en mediano estado.

Correo: se recibe y despacha en Olmedo.

Producción: cereales, legumbres, piñón y buenos pastos, con los que se mantiene ganado lanar, vacuno y algo de yeguar.

Industria: la agrícola, la monda del piñón y una fábrica de moler harinas, acaso la mejor del país.

Población: 13 vecinos, 57 almas.

Capacidad productiva: 440.000 reales.

Imponible: 44.000

En la actualidad se conserva buena parte del caserío del pueblo como parte de una finca privada.